# Dankirke
Dankirke var en boplads fra den danske jernalder og vikingetid, som lå ved landsbyen Vester Vedsted nær Vadehavet sydvest for Ribe. Bopladsen var delt i Dankirke Øst og Dankirke Vest. Elise Thorvildsens undersøgelser fra 1965 til 1970 påviste rester af huse fra det 4. eller 5. århundrede e.Kr. Således var Dankirke en af Danmarks tidligste byer. Omtrent 3000 m² af landsbyen er udgravet. Det svarer til en del af den oprindelige landsby. Mange hustomter er udgravet, og man har fundet rester af fire brønde. Nogle mener, at Danmarks første kirke blev bygget i Dankirke. Andre mener, at den første kirke i Danmark bygget i Hedeby omkring år 850 e.Kr.. Landsbyen var anlagt tæt ved havet, hvilket tillod handel med England. I 700-tallet var Dankirke en af Danmarks vigtigste handelsbyer, til den blev udkonkurreret af Ribe. Fund fra Dankirke er udstillet på Nationalmuseet i København. Blandt andet et velbevaret blåt glasbæger og 13 mønter, hvoraf tre var  engelske sceattas.